# Riki Takasaki
Riki Takasaki (高嵜 理貴 Takasaki Riki?), född 11 juli 1970 i Fukuoka prefektur, är en japansk före detta fotbollsspelare.
Takasaki började sin karriär 1993 i PJM Futures (Sagan Tosu). Han spelade 134 ligamatcher för klubben. 2001 flyttade han till JEF United Ichihara. 2002 flyttade han till Kashima Antlers. Med Kashima Antlers vann han japanska ligacupen 2002. Efter Kashima Antlers spelade han för Oita Trinita och Nagoya Grampus Eight. Han avslutade karriären 2006.